# Юнас Квален
Юнас Квален (норв. Jonas Kvalen; нар. 6 червня 1992, Волда) — норвезький волейболіст і гравець у пляжний різновид цього виду спорту, який грав на позиції догравальника у ВК «Барком-Кажани» зі Львова та національній збірній.

## Життєпис
Народжений 6 червня 1992 року в м. Волда (Норвегія). Зріст — 195 см, маса — 90 кг.
За свою волейбольну кар‘єру Юнас Квален грав у таких клубах: 2011—2012, 2013—2014 (один з одноклубників — Крістіан Серум) — «Ферде» (Førde VBK, Ферде, Норвегія), 2012/13 — «Індикполь АЗС Ольштин» (Indykpol AZS Olsztyn, Ольштин, Польща), 2014/15 — VC Argex Duvel Puurs (Пирс, Бельгія), 2015/16 — Prefaxis Menen (Менен, Бельгія), 2016/17 — Basi Grafiche Lagonegro (Лагонегро, Італія), 2017—2019 — Lausanne UC (Лозанна, Швейцарія), 2019—2020 — ВК Ґрінярд Маасек (VC Greenyard Maaseik, Маасейк, Бельгія), 2020—2021 — «Токат Беледіє Плевнеспор» (Tokat Belediye Plevnespor, Туреччина), 2020/21 — «Аль Айн» (Al Ain Club, ОАЕ), 2021/22 — «Токіо» (Японія).
Його партнерами в пляжному волейболі були Андреас Таквам, Свейн Сульгеуґ, Ларс Фредрік Твінде, Сіґур Фестой.

### Досягнення
Клубні
- чемпіон Швейцарії 2018, 2019[4]

Особисті
- найкращий нападник чемпіонату Швейцарії 2017—2018[5]